# Zieliński
Zieliński oder Zielińska (weibliche Form) oder Zielinsky ist ein polnischer Familienname. Zielinski ist das entsprechende deutsche Pendant. 

## Namensträger
- Adam Zielinski (1929–2010), polnisch-österreichischer Schriftsteller
- Adam Zieliński (Politiker) (1931–2022), polnischer Politiker
- Adam Zieliński, bekannt als Łona (* 1982), polnischer Rapper
- Adrian Zieliński (* 1989), polnischer Gewichtheber
- Andrzej Zieliński (Politiker, 1934) (1934–2024), polnischer Ingenieur, Medienmanager und Politiker, Kommunikationsminister
- Andrzej Zieliński (Leichtathlet) (Andrzej Franciszek Zieliński; 1936–2021), polnischer Sprinter
- Andrzej Zieliński (Politiker, 1937) (Andrzej Sylwester Zieliński; * 1937), polnischer Musiker, Hochschullehrer und Politiker, Kulturminister
- Andrzej Zieliński (Schauspieler) (* 1962), polnischer Schauspieler
- Anna Zielinski (* 1974), US-amerikanische Filmproduzentin
- Anna Zielińska-Głębocka (* 1949), polnische Wirtschaftswissenschaftlerin und Politikerin
- Bernd Zielinski (1950–1996), deutscher Fußballspieler
- Chad Zielinski (* 1964), US-amerikanischer Geistlicher, Bischof von New Ulm
- Christoph Zielinski (* 1952), österreichischer Internist und Hochschullehrer
- Damian Zieliński (* 1981), polnischer Radrennfahrer
- Diethart Zielinski (* 1941), deutscher Jurist und Hochschullehrer
- Edmund Zieliński (1909–1992), polnischer Eishockeyspieler
- Ewa Zielińska (* 1972), polnische Leichtathletin
- Gerald Zielinsky (* 1959), deutscher Sommerbiathlet
- Gregor Zielinsky (* 1957), deutscher Tonmeister
- Gustaw Zieliński (1809–1881), polnischer Dichter und Unabhängigkeitskämpfer
- Hans Zielinski (1912–1985), deutscher Ingenieur und Direktor des Technischen Hilfswerks (THW)
- Helmut Zielinski (1944–2017), deutscher Theologe
- Henryk Zieliński (1920–1981), polnischer Historiker
- Herbert Zielinski (* 1947), deutscher Mediävist und Diplomatiker

- Jacek Zieliński (Fußballspieler, 1961) (* 1961), polnischer Fußballspieler und -trainer
- Jacek Zieliński (Fußballspieler, 1967) (* 1967), polnischer Fußballspieler und -trainer
- Jakub Zieliński (* 2001), polnischer Gewichtheber
- Jan Zieliński (* 1996), polnischer Tennisspieler
- Jarosław Zieliński (* 1969), polnischer Politiker
- Jaroslaw de Zielinski (1847–1922), US-amerikanischer Pianist, Organist, Chorleiter, Musikpädagoge und Komponist
- Jerzy Zieliński (Politiker, 1925) (1925–1986), polnischer Politiker, Bürgermeister von Stettin
- Jerzy Zieliński (Maler) (1943–1980), polnischer Maler
- Jerzy Zieliński (Botaniker) (* 1943), Botaniker
- Jerzy Zieliński (Kameramann) (* 1950), polnischer Kameramann
- Jerzy Zieliński (Politiker, 1957) (* 1957), polnischer Politiker, Bürgermeister von Lubań
- Jerzy Zieliński (Badminton), polnischer Badmintonspieler
- Johannes Zielinski (1914–1993), deutscher Pädagoge und Hochschullehrer
- Jürgen Zielinski (* 1953), deutscher Theaterregisseur und Intendant
- Juliusz Zieliński (1881–1944), polnischer Lehrer
- Kamil Zieliński (* 1988), polnischer Radsportler
- Karl Heinrich von Zielinski (1772–1817), deutscher Generalmajor
- Katarzyna Zielińska (* 1979), polnische Schauspielerin und Sängerin
- Klemens Zielinski (1922–2002), deutscher Fußballspieler
- Lidia Zielińska (* 1953), polnische Komponistin
- Maciej Zieliński (Jurist) (* 1940), polnischer Jurist
- Maciej Zieliński (Politiker) (* 1971), polnischer Politiker (PO)
- Maciej Zieliński (Komponist) (* 1971), polnischer Komponist
- Maciej Zieliński (Saxophonist) (* 1989), polnischer Saxophonist
- Marek Zieliński (* 1952), polnischer Politiker
- Marian Zieliński (1929–2005), polnischer Gewichtheber
- Marta Zielińska, Geburtsname von Marta Michna (* 1978), deutsche Schauspielerin
- Michał Zieliński (* 1984), polnischer Fußballspieler
- Michał Zieliński (Snookerspieler) (* 1992), polnischer Snookerspieler
- Oliver Zielinski (* 1970), deutscher Physiker, Meeresforscher und Hochschullehrer
- Paul Zielinski (1911–1966), deutscher Fußballspieler
- Paweł Zieliński (* 1990), polnischer Fußballspieler
- Piotr Zieliński (Radsportler) (* 1984), polnischer Radrennfahrer
- Piotr Zieliński (Fußballspieler) (* 1994), polnischer Fußballspieler
- Rafal Zielinski (* 1957), kanadischer Regisseur
- Rajmund Zieliński (1940–2022), polnischer Radsportler
- Regina Zielinski (1924–2014), polnische Holocaustüberlebende
- Ricarda Reinisch-Zielinski (* 1954), österreichische Fernsehmoderatorin
- Ricardo Zielinski (* 1959), argentinischer Fußballspieler und -trainer
- Sebastian Zielinsky (* 1988), deutscher Fußballspieler
- Siegfried Zielinski (* 1951), deutscher Medienwissenschaftler
- Stanisław Zieliński (Bibliothekar) (1880–1936), polnischer Historiker, Bibliothekar und Publizist
- Stanisław Zieliński (Radsportler) (1912–1939), polnischer Radsportler
- Stanisław Zieliński (Schriftsteller) (1917–1995), polnischer Schriftsteller
- Szilárd Zielinski, ungarischer Architekt, siehe Zielinski-Brücke
- Tadeusz Zieliński (Architekt) (1883–1925), polnischer Architekt
- Tadeusz Zieliński (Oberst) (1897–1971), polnischer Oberst
- Tadeusz Zieliński (Bischof) (1904–1990), polnischer Geistlicher
- Tadeusz Zieliński (Mediziner) (1919–1981), polnischer Onkologe und Hochschullehrer
- Tadeusz Zieliński (Politiker) (1926–2003), polnischer Politiker
- Tadeusz Zieliński (Leichtathlet) (1946–1977), polnischer Langstreckenläufer
- Tadeusz Andrzej Zieliński (1931–2012), polnischer Musikwissenschaftler
- Tadeusz Jacek Zieliński (* 1966), polnischer Kirchenrechtler und Politiker (Unia Demokratyczna, Unia Wolności)
- Tadeusz Stefan Zieliński (1859–1944), polnischer Kulturhistoriker und Klassischer Philologe
- Tomasz Zieliński (* 1990), polnischer Gewichtheber
- Walter Zielinsky (1883–1918), deutscher Zahnmediziner
- Wiktor Zieliński (* 2001), polnischer Poolbillardspieler
- Władysław Zieliński (* 1935), polnischer Kanute
- Włodzimierz Zieliński (* 1955), polnischer Handballspieler
- Yvonne Zielinski (* 1989), deutsche Fußballspielerin
- Zbigniew Zieliński (* 1965), polnischer Geistlicher, Erzbischof von Posen
- Zygmunt Zieliński (1858–1925), polnischer General